# Objectif de développement durable no 2 des Nations unies

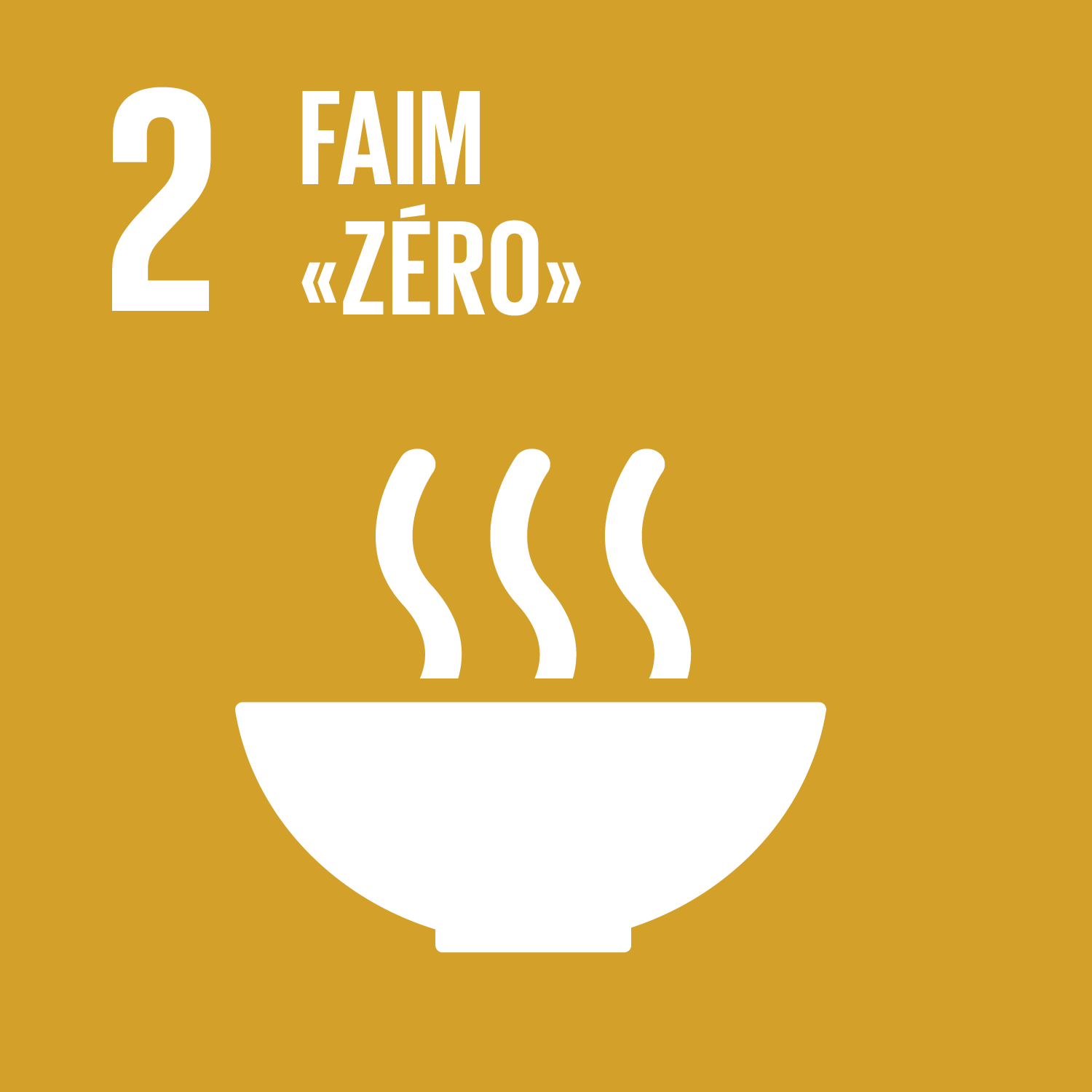
Logo de l'objectif no 2.

Pour un article plus général, voir Objectifs de développement durable.
Sécurité alimentaire et agriculture durable
L'objectif de développement durable no 2 des Nations unies concerne la thématique de la sécurité alimentaire et agriculture durable, objectif no 2 des 17 Objectifs de développement durable (ODD) établis en 2015 par l'Organisation des Nations unies (ONU). Il est également présenté comme un objectif « faim zéro » ou sous une formulation détaillée autour de quatre axes : éliminer la faim, assurer la sécurité alimentaire, améliorer la nutrition et promouvoir l’agriculture durable.

## Enjeux
En 2016, la population mondiale est de 7,5 milliards d'habitants. L'enjeu est de mettre un terme à la faim et à la malnutrition d’ici 2030. Toutes les personnes, particulièrement les populations les plus sensibles, comme les enfants, doivent pouvoir accéder à une alimentation de qualité et suffisante.
Selon l'OMS et l'UNICEF, ce sont près de 2,1 milliards de personnes - soit 30 % de la population mondiale - qui n'ont pas accès à l'eau potable dans leur logement et 4,5 milliards qui ne disposent pas de l'assainissement.
En France, des organisations humanitaires, comme Action contre la faim interviennent dans le monde pour sauver des vies par des actions contre la faim, contre la malnutrition, en particulier dans des situations d'urgence liées à des conflits ou des catastrophes naturelles.

## Liste des cibles
Pour l'objectif « zéro faim », huit cibles ont été définies pour évaluer chaque année les résultats obtenus par chacun des pays : cinq cibles concernent des objectifs factuels et trois sur des moyens alloués pour les atteindre.

### Cibles à atteindre
2.1 D’ici à 2030, éliminer la faim et faire en sorte que chacun, en particulier les pauvres et les personnes en situation vulnérable, y compris les nourrissons, ait accès tout au long de l’année à une alimentation saine, nutritive et suffisante
2.2 D’ici à 2030, mettre fin à toutes les formes de malnutrition, y compris en réalisant d’ici à 2025 les objectifs arrêtés à l’échelle internationale relatifs aux retards de croissance et à l’émaciation parmi les enfants de moins de cinq ans, et répondre aux besoins nutritionnels des adolescentes, des femmes enceintes ou allaitantes et des personnes âgées
2.3 D’ici à 2030, doubler la productivité agricole et les revenus des petits producteurs alimentaires, en particulier les femmes, les autochtones, les exploitants familiaux, les éleveurs et les pêcheurs, y compris en assurant l’égalité d’accès aux terres, aux autres ressources productives et intrants, au savoir, aux services financiers, aux marchés et aux possibilités d’ajout de valeur et d’emploi autres qu’agricoles
2.4 D’ici à 2030, assurer la viabilité des systèmes de production alimentaire et mettre en œuvre des pratiques agricoles résilientes qui permettent d’accroître la productivité et la production, contribuent à la préservation des écosystèmes, renforcent les capacités d’adaptation aux changements climatiques, aux phénomènes météorologiques extrêmes, à la sécheresse, aux inondations et à d’autres catastrophes et améliorent progressivement la qualité des terres et des sols
2.5 D’ici à 2020, préserver la diversité génétique des semences, des cultures et des animaux d’élevage ou domestiqués et des espèces sauvages apparentées, y compris au moyen de banques de semences et de plantes bien gérées et diversifiées aux niveaux national, régional et international, et favoriser l’accès aux avantages que présentent l’utilisation des ressources génétiques et du savoir traditionnel associé et le partage juste et équitable de ces avantages, ainsi que cela a été décidé à l’échelle internationale
2.a Accroître, notamment dans le cadre du renforcement de la coopération internationale, l’investissement en faveur de l’infrastructure rurale, des services de recherche et de vulgarisation agricoles et de la mise au point de technologies et de banques de gènes de plantes et d’animaux d’élevage, afin de renforcer les capacités productives agricoles des pays en développement, en particulier des pays les moins avancés
2.b Corriger et prévenir les restrictions et distorsions commerciales sur les marchés agricoles mondiaux, y compris par l’élimination parallèle de toutes les formes de subventions aux exportations agricoles et de toutes les mesures relatives aux exportations aux effets similaires, conformément au mandat du Cycle de développement de Doha
2.c Adopter des mesures visant à assurer le bon fonctionnement des marchés de denrées alimentaires et des produits dérivés et faciliter l’accès rapide aux informations relatives aux marchés, y compris les réserves alimentaires, afin de contribuer à limiter l’extrême volatilité du prix des denrées alimentaires

## Quelques données et exemples d'indicateurs

### En Europe
Pour l'Europe, Eurostat a publié un document «Sustainable development in the European Union. A statistical glance from the viewpoint of the Sustainable Development goals», qui analyse la situation en Europe et de ses États membres par rapport aux ODD.
La qualité de l'alimentation est évaluée par un indicateur sur la part de l'agriculture biologique dans les différents pays européens. En moyenne, en Europe, 6,42 % de la surface agricole est biologique. L'Autriche se place en tête du classement avec 20 % de terres qui sont cultivés biologiquement.

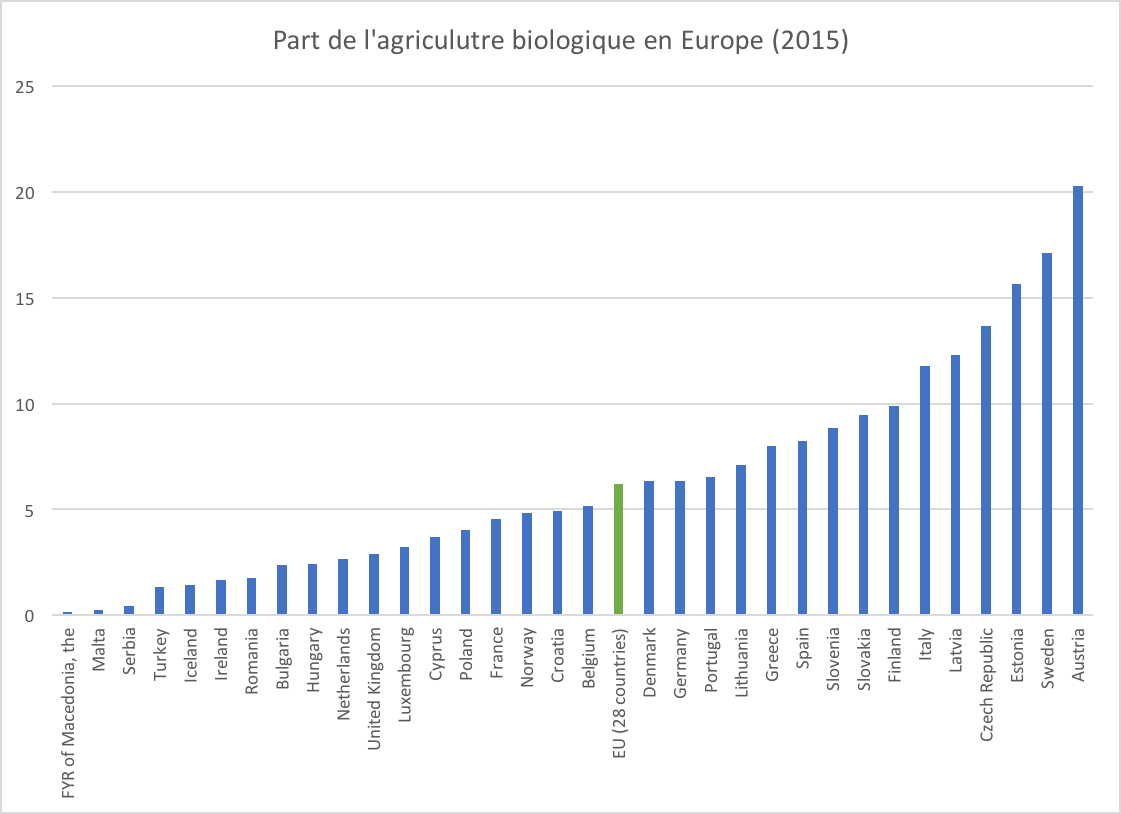
Il s'agit de la part de l'agriculture biologique en Europe par pays. Les données proviennent du site Eurostat (Indicateur tsdpc440)

### En France
En 2015, la FAO estime que 3 417 personnes en France sont en insécurité alimentaire modérée ou grave. Les populations les plus touchées sont les femmes (de l'ordre de 20 % par rapport aux hommes) et le milieu rural (42 % plus touché que le milieu urbain).